# Barnaby Clay
Barnaby Clay (nascut el 15 de maig de 1973) és un director de cinema i vídeos musicals britànic.

## Carrera
Clay es va graduar a la London International Film School l'any 1996, dirigint l'entrada de l'escola als Premis Fuji Film Scholarship: el curtmetratge Justice in Mind, es va endur el màxim premi a la millor pel·lícula. Poc després de deixar l'escola de cinema es va dedicar a dirigir vídeos musicals i anuncis publicitaris. Ha dirigit vídeos musicals per a bandes com Jon Spencer Blues Explosion, TV on the Radio, Gnarls Barkley, Yeah Yeah Yeahs i Dave Gahan.
El 2003 Clay va viatjar a Rússia amb la banda de punk gitana Menlo Park per fer el seu primer documental per al Channel 4 britànic titulat Greetings From Beartown. El 2005 va escriure i va dirigir un curtmetratge per a Ritz Fine Jewellery titulat Carousel, protagonitzat per Chloe Sevigny.
El 2007, el seu curt de terror fantàstic, Finkle's Odyssey, va guanyar el Méliès d'Argent al Fantsporto Film Festival, i també va recollir premis al Brooklyn International Film Festival, Marvais Genre, IFCT, 24 FPS Film Festival.
El 2011, Clay va tornar a treballar el vídeo musical de Mick Rock per a "Life On Mars de David Bowie". La instal·lació formava part de la sèrie Vice Media i la sèrie Creators Project d'Intel, viatjant per tot el món amb el nom de 'Life On Mars Revisited'.
CClay ha col·laborat amb la seva dona, Karen O, incloent la direcció d'un vídeo musical per al seu primer disc en solitari, Crush Songs.
Clay va dirigir el llargmetratge documental de Vice Films titulat Shot! The Psycho-Spiritual Mantra of Rock (2017).
El 2023, Clay va dirigir el llargmetratge The Seeding, que es va estrenar al Festival de Cinema de Tribeca el juny de 2023.

## Vida personal
El 2007, Clay es va traslladar a la ciutat de Nova York, on va conèixer Karen O, cantant principal de la banda Yeah Yeah Yeahs. Els dos es van casar el desembre de 2011. El seu fill va néixer el 5 d'agost de 2017.